# Pueblo boni
El pueblo boni también es conocido como kilii en Somalía y mencionado por diversas fuentes con los etnónimos aweer, waboni, langulo, walangulo, wasanye, wata, bon, ogoda, wata-gedi o wata-bala. Como grupo étnico-lingüístico es de origen cusita y reúne unas 10.000 personas que viven en bandas y comunidades seminómades en la región de bosques entre el puerto de Lamu (Kenia) y el sureste de Somalia, cerca de la reserva nacional de Boni. Minusvalorados por sus vecinos agricultores (bantúes) y pastores (somalíes), prestaron un gran servicio a la economía regional como proveedores de carne y marfil, productos de la caza, también de alimentos y frutos del bosque de los que eran recolectores.
Hablan el idioma boni y sus dialectos que forman parte del grupo somalí, pero con influencias de los grupos de pastores vecinos así como de rasgos culturales del pueblo sam (bosquimanos). Forman parte de los últimos colectivos de cazadores-recolectores del este de África especializados en la explotación de recursos de los ecosistemas de las charcas. Se dividen en dos grandes grupos, los boni de Kenia (aweer) que reúnen a unas 10.000 personas y los kilii, un pequeño colectivo de 300 individuos en territorio somalí. Las limitaciones a la caza de fauna salvaje en Kenia y otras limitaciones legales a su modo tradicional de vida ha colocado al pueblo boni en situación de vulnerabilidad.

## Etnónimo
Boni es el nombre más utilizado para esta etnia de cazadores recolectores en los estudios étnicos, históricos y lingüísticos. Sin embargo los pueblos vecinos utilizan etnónimos diferentes para de identificarlos. En lengua suajili se los llama wasanye o waboni. En lengua orma se les designa wata. En idioma somalí su nombre es bon. Los dahalo los llaman ogoda y los wata-gedi los llaman waboni aunque en el pasado los nombraban wata-bala. Mientras que el autónimo, es decir, la forma en que el propio colectivo se nombra es aweer o boni.

## Territorio
Una docena de comunidades boni se distribuyen a lo largo de la costa de Kenia en el distrito continental de Lamu, en el valle bajo del río Tana. Los asentamientos se distribuyen al norte de la ciudad de Lamu, en el vecino condado de Garissa, tanto al norte como al oeste de la cordillera Mundane y finalmente en el condado del Río Tana, donde habitan los bosques interiores cercanos a la ciudad de Kipini.
Los conflictos civiles y bélicos que afectan los territorios boni desde la segunda mitad del siglo XX han dificultado el seguimiento de sus comunidades. Daniel Stiles señalaba a mediados de la década de 1980 la presencia de subgrupos boni en los siguientes territorios:
(Daniel stiles, 848-849)
| Subgrupo   | Lugar                         |
| ---------- | ----------------------------- |
| Aweerberer | Pandanguo                     |
| Aweersafar | Bodhei, Bargoni, Milimani     |
| Aweerbala  | Kiangwe, Milimani, Basuba     |
| Aweebura   | Milimani                      |
| Aweerdua   | Milimani                      |
| Aweerkijé  | Milimani, Basuba              |
| Aweerjaré  | Mangai                        |
| Aweerdhura | Mangai                        |
| Aweerbedé  | Mararani                      |
| Aweerwagoi | Marrarani, Wayore, (o Wajore) |
| Aweerbubé  | Wayore                        |

### Asentamientos
Los asentamientos boni son semipermanentes producto de su economía basada en una agricultura de subsistencia con quema de terrenos, la caza menor para obtener carne y la recolección de productos forestales comestibles. Con el fin de sobrevivir, se agrupan en bandas generalmente pequeñas con un alto grado de dependencia entre sus miembros con el fin de obtener la subsistencia individual y grupal.

## Historia

### Origen
No hay registros claros de sus antecedentes históricos. Se dice que los boni, como todos los demás grupos cusitas emigraron de una región llamada Sungwaya, que se encontraba según testimonios de la tradición oral y algunos mapas medievales, al norte del río Tana y a lo largo de la costa de África del este. Pudieron haber emigrado junto con el resto de los somalíes, los oromos y otros. Los propios boni relacionan su ascendencia con la región de Harar en el este de Etiopía.
El investigador Daniel Stiles resume en tres grandes teorías los posibles orígenes del pueblo boni. Una que entiende que son poblaciones sobrevivientes de nativos de la costa posiblemente desde la Edad de Piedra. Una segunda que afirma que esta etnia de cazadores de la costa es una formación relativamente reciente compuesta por esclavos fugitivos, pastores indigentes y pueblos dispersos por guerras locales. Finalmente están las teorías que siguen los estudios lingüísticos y proponen la teoría de las migraciones de pueblos cusitas y bantúes desde el norte. En todo caso, Stiles propone que estas teorías no son mutuamente excluyentes y puede que la verdad histórica sea un mosaico complejo formado por elementos de las tres.

### Época colonial
En el siglo XIX, los boni eran conocidos como cazadores forestales autosuficientes que vivían en el interior del archipiélago de Lamu. Solían mantenerse aislado y sólo ocasionalmente establecieron contacto con los somalíes del norte. Durante la era colonial, los boni comenzaron a interactuar con los bajun, un clan somalí del sur que estaba en contra de la colonización europea en sus tierras.

### sigloXX
En la década de 1950 se fortaleció el comercio de marfil en la zona y los mercaderes extranjeros utilizaron a los boni como "muchachos cazadores" a los que se les pagaba por cazar rinocerontes y elefantes en busca de colmillos y leopardos en busca de pieles.
Hasta la década de 1960 habitaron mayoritariamente en el bosque profundo y se dividieron en varios subgrupos con dialectos propios. Mantuvieron cierta independencia social y territorial entre bandas boni. Pero las necesidades adaptativas los llevaron a salir de la protección de los bosques y a asentarse a lo largo de la carretera que une Mokowe-Bodhei-Kiunga.
En 1967 la región boni se convirtió en el campo de batalla de la guerra entre Kenia y Somalia. Desde entonces ha habido un cambio gradual en la cultura, el idioma y la estructura social de los boni. Desde entonces el pueblo boni ha quedado en situación de vulnerabilidad frente a los ejércitos y grupos armados que los circundan.

## Idioma
Forman parte del grupo de pueblos de lengua cusita oriental de la rama somalí y la subrama omo-tana que los boni integran junto con los oromo y afar de Etiopía, así como los reendille, dhaasenec y bayso de Kenia. Todos estos idiomas con sus dialectos en general son inteligibles entre sus hablantes. Los préstamos e influencias lingüísticas también son importantes. En muchos estudios se suelen referir al conjunto como lenguas sam.

## Economía
En algunas regiones semisedentarias, algunos miembros del pueblo boni son jornaleros de agricultores locales. Tradicionalmente recibían alimentos y tierras para su propio cultivo a cambio del trabajo. También se han realizado, con desigual resultado, intentos de una conversión de la población nómade a la agricultura, la artesanía textil y la ganadería.